# الطبيعة (فلسفة)
الطبون اثنان من المعاني المتداخلة في الفلسفة. فهي تعني من ناحية مجموع كل الأشياء الطبيعية، أو كل ما يندرج تحت  قوانين الطبيعة. كما تعني من ناحية أخرى جوهر و أسباب الأشياء الفردية.
طريقة فهم معنى ومغزى الطبيعة كان وما زال موضوعا للجدال في تاريخ  الحضارة الغربية، في المجالات  الفلسفية في  الميتافيزيقيا ونظرية المعرفة وكذلك في اللاهوت والعلوم.أما دراسة الأشياء الطبيعية والقوانين الطبيعية التي تحكمهم بدلا من النقاش حول ما يعنيه أن تكون طبيعية، هو مجال العلوم الطبيعية.
كلمة «الطبيعة» مشتقة من الكلمة  اللاتينية nātūra وهو مصطلح فلسفي  مشتق من الفعل «يلد» والذي كان يستخدم في الترجمة القديمة للكلمة  اليونانية القديمة phusis التي كانت مشتقة من الفعل «ينمو طبيعيا» كما في النباتات على سبيل المثال. بالفعل في العصور الكلاسيكية الفلسفية ارتبط الاستخدام الفلسفي لهذه الكلمات باثنين من المعاني والتي تشترك فيما بينها في أنهما يشيران إلى الطريقة التي تحدث فيها الأشياء تلقائيا «بشكل طبيعي» دون «تدخل» بشري، الهي، أو أي شيء خارج ما يعتبر طبيعيا بالنسبة الأشياء الطبيعية التي يجري النظر فيها.
فهم الطبيعة يعتمد على موضوع وعصر ظهور العمل. على سبيل المثال، فإن شرح  أرسطو للخصائص الطبيعية يختلف عن المقصود بالخصائص الطبيعية في الأعمال الفلسفية والعلمية الحديثة، والتي يمكن أن تختلف أيضا عن بعض الاستخدامات العلمية والتقليدية الأخرى.

## الطبيعة الكلاسيكية وميتافيزيقا أرسطو
ان الفيزياء (من الكلمة الاغريقية «طبيعة») هي الفعل الأساسي الخاص بأرسطو على الطبيعة، حيث يعرف أرسطو الطبيعة على أنها «مصدر أو سبب الحركة والثبات والذي إليه رجع ذلك أساسيا». بعبارة أخرى فإن الطبيعة هي المبدأ داخل المواد الطبيعية والذي يرجع إليه ميل المادة للتغير أو الثبات بطريقة معينة ما لم يتم إيقافه. على سبيل المثال فإن الحجر سيسقط ما لم يتم إيقافه. الطبيعة أيضا لا يجب أن تتوافق مع الصناعات البشرية لشئ في داخلها، المواد المشكلة للسرير مثلا ليست مهيئة داخليا لصناعة السرير.
وفقا إلى  ليو شتراوس، بداية الفلسفة الغربية تمثلت في «اكتشاف أو اختراع الطبيعة» و «الأشياء القبل فلسفية المعادلة للطبيعة» والتي تم توفيرها من قبل بعض المفاهيم مثل «مخصصة» أو «سبل». من ناحية أخرى فإن الطبيعة في الفلسفة اليونانية هي طرق كونية فعلا في كل الأماكن وفي جميع الأوقات، ما يجعل طبيعة مختلفة ليس فقط أنها تفترض أن كل العادات والطرق ليست متساوية، ولكن أيضا انه يمكن للمرء أن «يجد محامله في الكون» «على أساس التحقق» (وليس مثلا على أساس التقاليد أو الدين). لوضع هذا «الاكتشاف أو الاختراع» في المصطلحات التقليدية فهو أن الطبيعة تختلف عن التقاليد. مفهوم الطبيعة هذا ما زال مفهوما قويا في التفكير الغربي الحديث.
ليس هذا فحسب، بل إن المفهوم الفلسفي للطبيعة أو الطبيعة كنوع خاص من العلاقة السببية - على سبيل المثال كيف يبدو بعض البشر هو جزئيا بسبب ما يسمى «الطبيعة البشرية» وهي خطوة أساسية نحو طريقة التدريس الخاصة بـ أرسطو بشأن العلاقة السببية، التي أصبحت قياسية في جميع الفلسفة الغربية منذ وصول العلم الحديث.

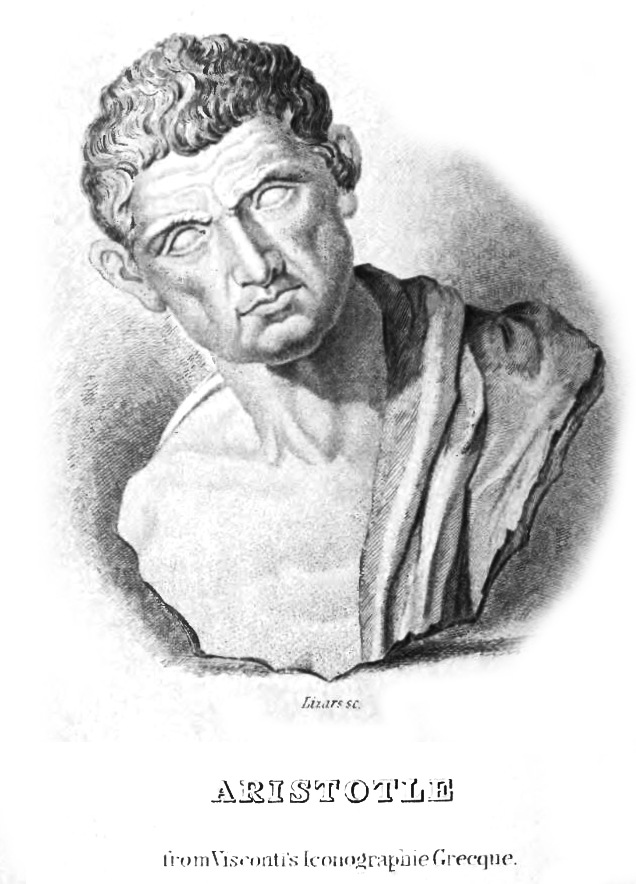
أرسطو

سواء كان يقصد أم لا، فإن استفسارات أرسطو في هذا الموضوع تبدو كأنها حلت النقاش بشأن الطبيعة في صالح حل واحد. في هذا الشأن، هناك أربعة أنواع مختلفة من السببية:
- السببية المادية أو «المواد الخام» - المادة التي تخضع للتغيير. فمن ضمن أسباب كون التمثال تمثالا قد يكون كونه من البرونز. كل معاني كلمة الطبيعة تشمل هذا المعنى.
- الكفاءة السببية هو حركة شئ آخر، مما يجعل شيء من التغيير، على سبيل المثال إزميل يضرب صخرة يجعل قطعة تتطاير. هذه هي الطريقة التي تؤدي إلى تغيير شكل المادة مثل ما قال أرسطو أن المادة يجب أن يكون لها شكل ومادة حتى نسميها مادة.[3]
- السبب الرسمي هو الشكل أو الفكرة التي هي بمثابة القالب الذي تتشكل عليه الأمور - على سبيل المثال التالية وبالاستناد إلى طريقة أرسطو فإن الطفل يتشكل في شكل محدد مسبقا بما يسمى «الطبيعة البشرية». هنا الطبيعة هي السبب.
- أما السبب الأخير هو الهدف الذي يتم توجيه أي شئ نحوه. على سبيل المثال فالإنسان يهدف إلى أشياء يعتبرها جيدة، كما يقول أرسطو في السطور الأولى من  الأخلاق النيقوماخية.

السببية الرسمية والنهائية هما جزئان هامان من «الميتافيزيقيا» الخاصة بأرسطو - في محاولة منه لتتجاوز الطبيعة وشرح الطبيعة نفسها. فهي في الواقع تمثل كيان شبيه بالإنسان يشارك في سببية كل شئ حتى الأشياء التي ليست من صنع الإنسان. للطبيعة نفسها اعتبارات هدفية.[بحاجة لمصدر]

## العلم الحديث وقانون الطبيعة: محاولة لتجنب الميتافيزيقا

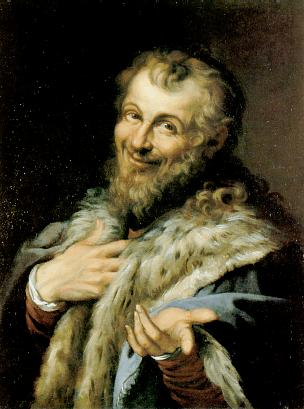
تمثيل من عصر النهضة لديمقريطس الفيلسوف الضاحك، بواسطة أجوستينو كاراتشي

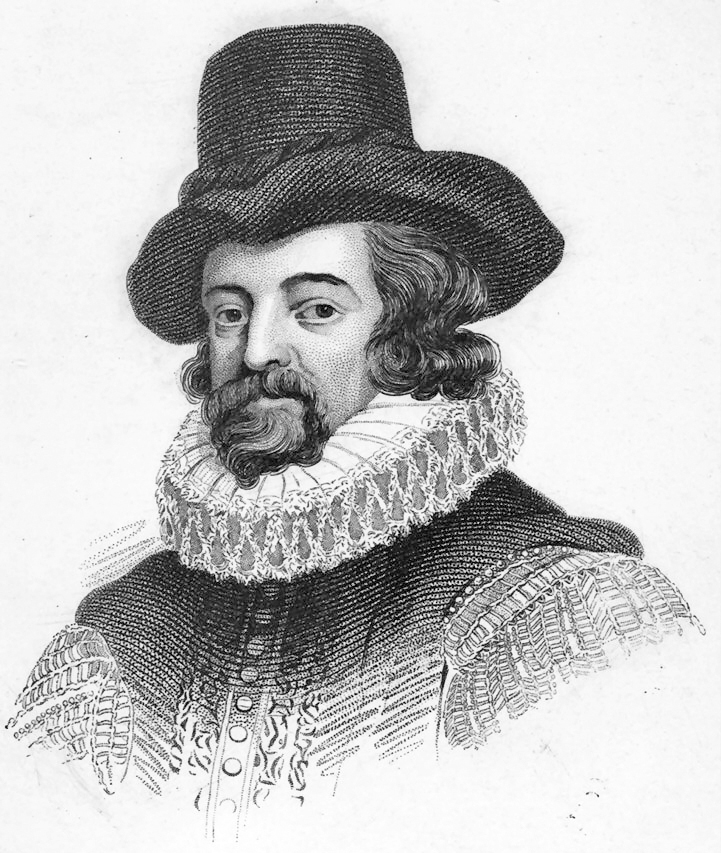
فرانسيس بيكون

في المقابل، أخذت العلوم الحديثة اتجاه مميز مع فرانسيس بيكون والذي رفض الأسباب الأربعة، ورأى أرسطو بأنه شخص مضي قدما في هذه الروح من الاختلاف والتناقض تجاه جميع العصور القديمة والذي تعهد ليس فقط بتكوين كلمات علمية جديدة، بل خلط وإطفاء كل الحكمة القديمة«. ورأى أن فلاسفة يونانيين أقل شهرة اليونانيين مثل ديموقريطس» الذين لم يفترضوا  عقل أو سبب في إطار الأمور«قد رُفضوا بغطرسة بسبب الأرسطوية  مما أدى لوضع في ذلك الوقت حيث تم اهمال البحث عن الأسباب الفيزيائية».
ولذلك نصح بيكون:
"الشك الفيزيائي يؤدي إلى استفسارات، وأخذ اعتبارات لنفس الطبيعة: ولكن كيف؟ فقط بالنسبة للمادة والكفاءة السببية، وليس بالنسبة إلى الأشكال. فعلي سبيل المثال إن تم اعتبار بياض الثلج كمزيج من الهواء والماء سيكون صحيحا، ولكن على الرغم من ذلك هل هذا هو شكل البياض؟ لا بل الكفاءة.. هذا الجزء من الميتافيزيقا الذي لا أجده عاملا
في كتابه Novum Organum يقول بيكون بأن  الأشكال أو الطبائع الوحيدة التي يجب أن نعتبرها هي الطبائع البسيطة مثل  الحرارية، الحركة، الخ.
بعد نصيحة بيكون تم استبدال البحث العلمي عن الأسباب الرسمية للأشياء بالبحث عن «قوانين الطبيعة» أو «قوانين الفيزياء» في التفكير العلمي. استخدام مصطلحات أرسطو المعروفة أو الأوصاف من الكفاءة السببية وليس السببية الرسمية أو السببية النهائية. يعني أن العلم الحديث يحد من الافتراض عن الأشياء الغير المادية إلى افتراض أن هناك طبائع في كل الأشياء لا تتغير.

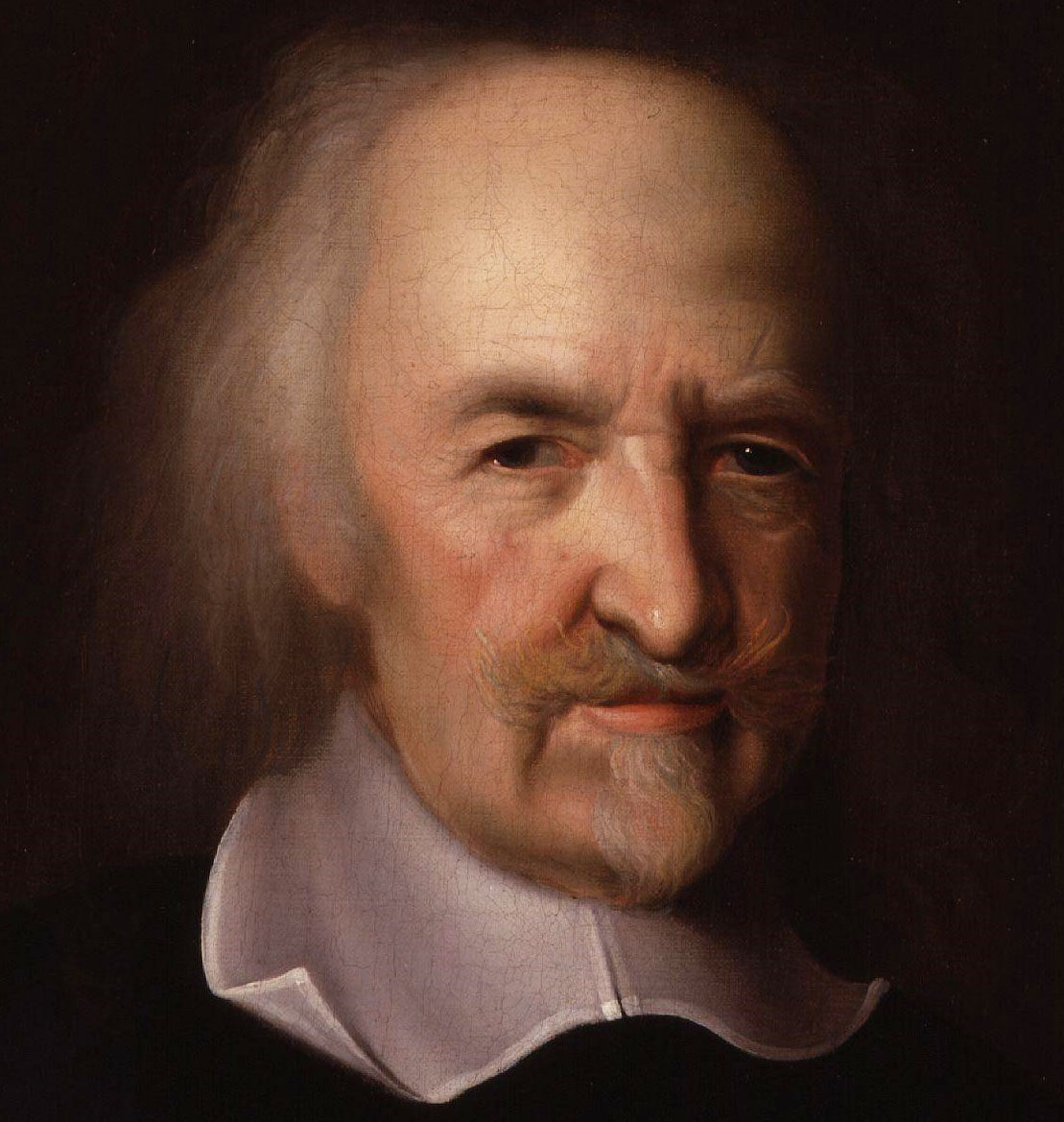
توماس هوبز

واحدة من أهم المنفذين لاقتراحات بيكون هو  توماس هوبز الذي ملاحظاته بشأن الطبيعة خاصة معروفة. حيث يفتتح أشهر أعماله:  لوياثان، بكلمة «الطبيعة» ثم يعرفها بين قوسين  بأنها «الفن الذي به خلق  الله العالم وبه يحكمه». على الرغم من هذا الوصف المتقين إلا أنه ما زال يتبع نهج بيكون. 
وعلى هذا الاساس وحيث كانت  العلوم الطبيعية راسية بالفعل في حياته، سعى هوبز لمناقشة السياسة والحياة البشرية من حيث «قوانين الطبيعة». ولكن النهج الحديث لبيكون وهوبز، ومن قبلهم  مكيافيلي (والذي مع ذلك لم يلبس انتقاد النهج الأرسطي في القرون الوسطى بخصوص مصطلحات مثل «قوانين الطبيعة»), هذه القوانين الطبيعة مختلفة تماما عن القوانين الإنسانية: أنها لا تعني أي شعور أفضل أو أسوأ، ولكن ببساطة كيف تسير الامور حقا، وعندما تكون في إشارة إلى قوانين الإنسان والطبيعة، فما أنواع السلوك البشري يمكن أن يكون أكثر الاعتماد عليها.

## الطبيعة «المتأخرة الحديثة»

جان جاك روسو: رجل متحضر ، ولكنه شخص شكك ما إذا كانت الحضارة طبقا لطبيعة الإنسان

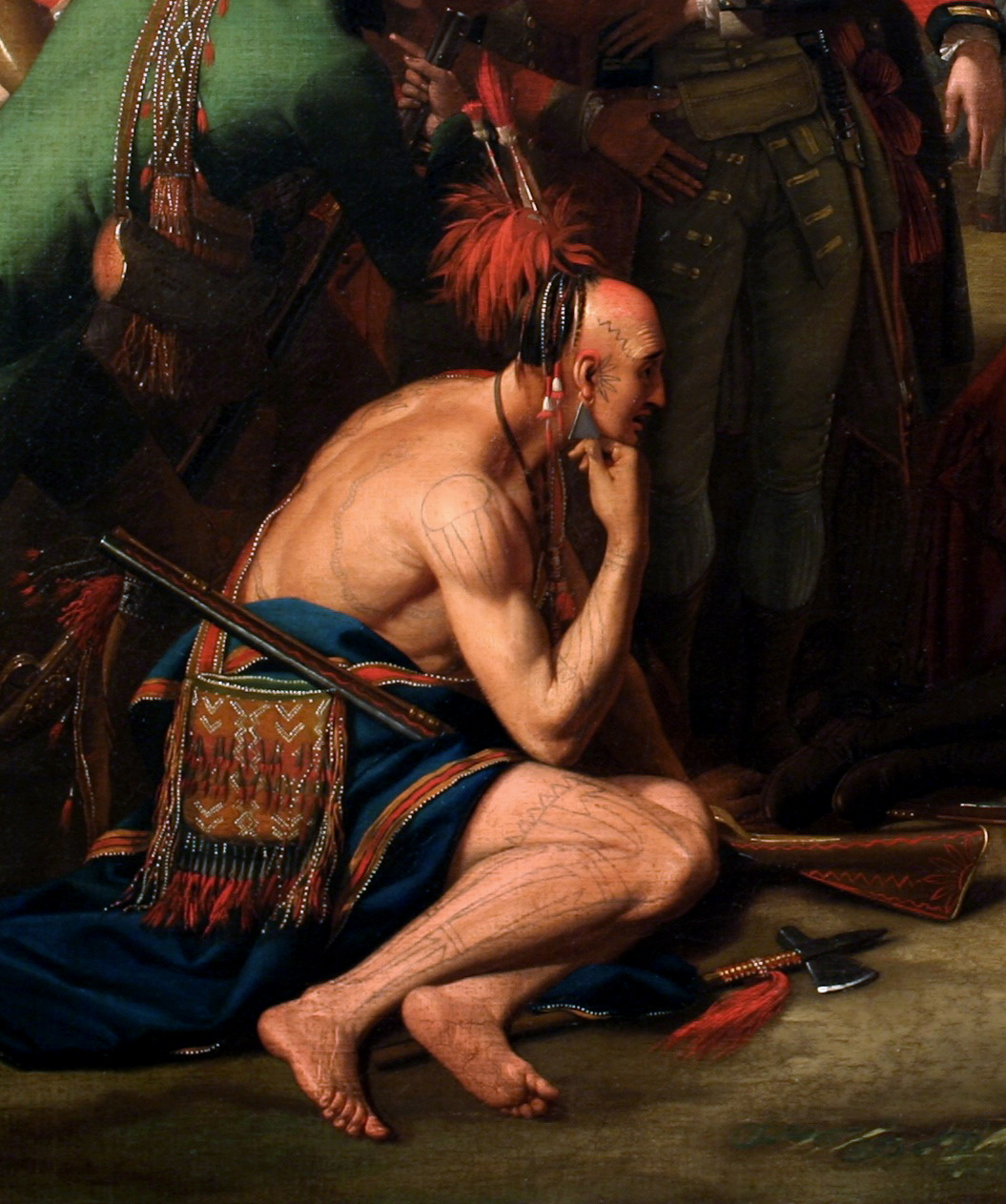
بنجامين ويست «وفاة الجنرال وولف». يظهر المقطع الأمريكيين الأصليين.

اتخاذ المثال الحرج للطبيعة البشرية، كما نوقشت في علم الأخلاق والسياسة، فإن الفلاسفة المبكرين الحديثين  مثل هوبز قد وصفوا الطبيعة البشرية ككل ما يمكن أن نتوقع من الآلة التي تسمى الإنسان، نقطة الحديث عن الطبيعة البشرية أصبحت إشكالية في بعض السياقات.
في أواخر القرن الثامن عشر، أخذ  روسو خطوة حاسمة في الخطاب الثاني مبررا أن الطبيعة البشرية كما نعرفها، عقلانية، ولغوية، وهكذا، هي نتيجة لحوادث تاريخية وحوادث فردية محددة. ما ترتب على هذا الخط من التفكير كانت نتائج هائلة. كان كل شيء عن مسألة الطبيعة. من ناحية التأثير كان يُدعى أن الطبيعة البشرية والتي كانت واحدة من أهم الأفكار الأرسطية لم توجد كما فهمناها حقا.

## بقاء الميتافيزيقيا
نهج العلوم الحديثة، مثل نهج الأرسطية، على ما يبدو ليست مقبولة عالميا من قبل جميع الناس الذين يقبلون مفهوم طبيعة كواقع يمكن متابعته مع السبب.
بيكون وغيره من المعارضين من الميتافيزيقيا يدعون أن كل المحاولات لتجاوز الطبيعة لا بد أن تقع في بعض الأخطاء، ولكن الميتافيزيقيين أنفسهم يرون فروق بين المناهج المختلفة.
إيمانويل كانط على سبيل المثال، عبر عن الحاجة إلى الميتافيزيقيا بطريقة مماثلة لأرسطو.

## دراسة الطبيعة بدون الميتافيزيقيا
المؤلفون من نيتشه إلى ريتشارد رورتي قد ادعوا أن العلم أو دراسة الطبيعة، يمكن ويجب أن يوجد من دون الميتافيزيقيا. ولكن هذا الإدعاء كان دائما مثيرا للجدل. المؤلفون كبيكون وهيوم لم ينكروا أبدا أن استخدام كلمة «الطبيعة» تتضمن الميتافيزيقيا، ولكن حاولوا اتباع نهج ميكيافيللي من الحديث عن ما يعمل، بدلا من ادعاء فهم ما يبدو من المستحيل فهمه.